# 神戸市立明親小学校
神戸市立明親小学校（こうべしりつ めいしんしょうがっこう）は、兵庫県神戸市兵庫区須佐野通4丁目に所在する公立小学校。

## 概要
1868年（明治元年）6月、神田兵右衛門の要請により、明治政府は「明親館」を開校した。校名は、伊藤博文が大学の中の『上明らかにして下親しむ』から命名した。神戸市内で最も歴史が古い小学校である。

## 沿革
- 1868年 - 兵庫学校開校（明親館に改称）
- 1872年 - 兵庫第六小学校が開校（明親館の建物で学習）
- 1873年8月 - 明親小学校に改称
- 1887年 - 弁天兵庫小学校と合併し、明親分教場に改称
- 1900年 - 弁天小学校より独立し、明親小学校に改称
- 1904年 - 明親尋常高等小学校に改称
- 1906年 - 校旗制定
- 1909年 - 高等科廃止により、明親尋常小学校に改称
- 1923年 - 明親尋常高等小学校に改称
- 1925年 - 明親尋常小学校に改称
- 1941年 - 明親国民学校に改称
- 1947年 - 神戸市立明親小学校に改称
- 1951年 - 校歌制定
- 1971年 - 校歌を新たに制定（作詞:藤本忠夫、作曲:神原恭子）
- 1978年 - 校舎移転
- 1987年 - 野外キャンプの開始
- 1991年 - 自然学校の開始（5泊6日）

## 学校行事
9月から10月までの自然学校

## 通学区域
- 神戸市兵庫区[2]
  - 芦原通1 - 6丁目、磯之町、入江通1 - 3丁目、駅南通1 - 4丁目・5丁目[3]、小河通1 - 5丁目、北逆瀬川町、切戸町、御所通1 - 2丁目、神明町、須佐野通1 - 4丁目、築地町、出在家町1 - 2丁目、中之島1 - 2丁目、西仲町[4]、西宮内町、浜崎通、東柳原町、船大工町、本町1丁目[5]・2丁目[6]、松原通1 - 5丁目、南逆瀬川町、南仲町、明和通1 - 3丁目、和田山通1 - 2丁目

## 校区周辺
- 兵庫運河
- 能福寺
- 神戸市立須佐野中学校（進学先中学校）

## 交通
- 神戸市バス 6・95系統「松原通5丁目」より北に徒歩5分

## 通学区域が隣接している学校
- 神戸市立湊小学校
- 神戸市立兵庫大開小学校
- 神戸市立水木小学校
- 神戸市立長田南小学校
- 神戸市立真野小学校
- 神戸市立浜山小学校
- 神戸市立和田岬小学校